# Lucie Baudu
Pour les articles homonymes, voir Baudu.
Lucie Baudu est une kayakiste et céiste française née le 9 septembre 1993 à Pithiviers.

## Carrière
Elle commence le kayak à l’âge de 9 ans au club de canoë-kayak de Saran, auquel elle est toujours licenciée. À tout juste 15 ans, elle quitte le Loiret pour intégrer le Pôle Espoir de Rennes.
Elle est médaillée de bronze aux Championnats du monde de slalom 2014 en canoë par équipes. Elle remporte aux Championnats d'Europe de slalom 2017 la médaille de bronze en kayak par équipes. Aux Championnats d'Europe de slalom 2018, elle est médaillée d'argent en canoë monoplace par équipes. Aux Championnats du monde de slalom 2018, elle est médaillée d'or en kayak monoplace par équipes et médaillée d'argent en canoë monoplace par équipes.
Elle est sacrée championne d'Europe de K1 slalom par équipes en 2019.
Aux Championnats d'Europe de slalom 2020, elle est médaillée d'argent en K-1 par équipes avec Camille Prigent et Marjorie Delassus et médaillée de bronze en C-1 par équipes avec Lucie Prioux et Claire Jacquet.
Elle remporte la médaille d'argent en C1 par équipes avec Marjorie Delassus et Laurène Roisin aux Championnats d'Europe de slalom 2022.